# باقرقره گندمی
باقرقره گندمی یا کوکر گندمی (نام علمی: Pterocles coronatus) پرندهای از راستهٔ باقرقره‌سانان و تیرهٔ باقرقرگان است که در افغانستان، الجزایر، چاد، مصر، هند، ایران، عراق، کردستان، اسرائیل، اردن، لیبی، مالی، موریتانی، مراکش، نیجر،عمان، پاکستان، عربستان سعودی، سودان، تونس، امارات متحده عربی، صحرای غربی و یمن یافت می‌شود.

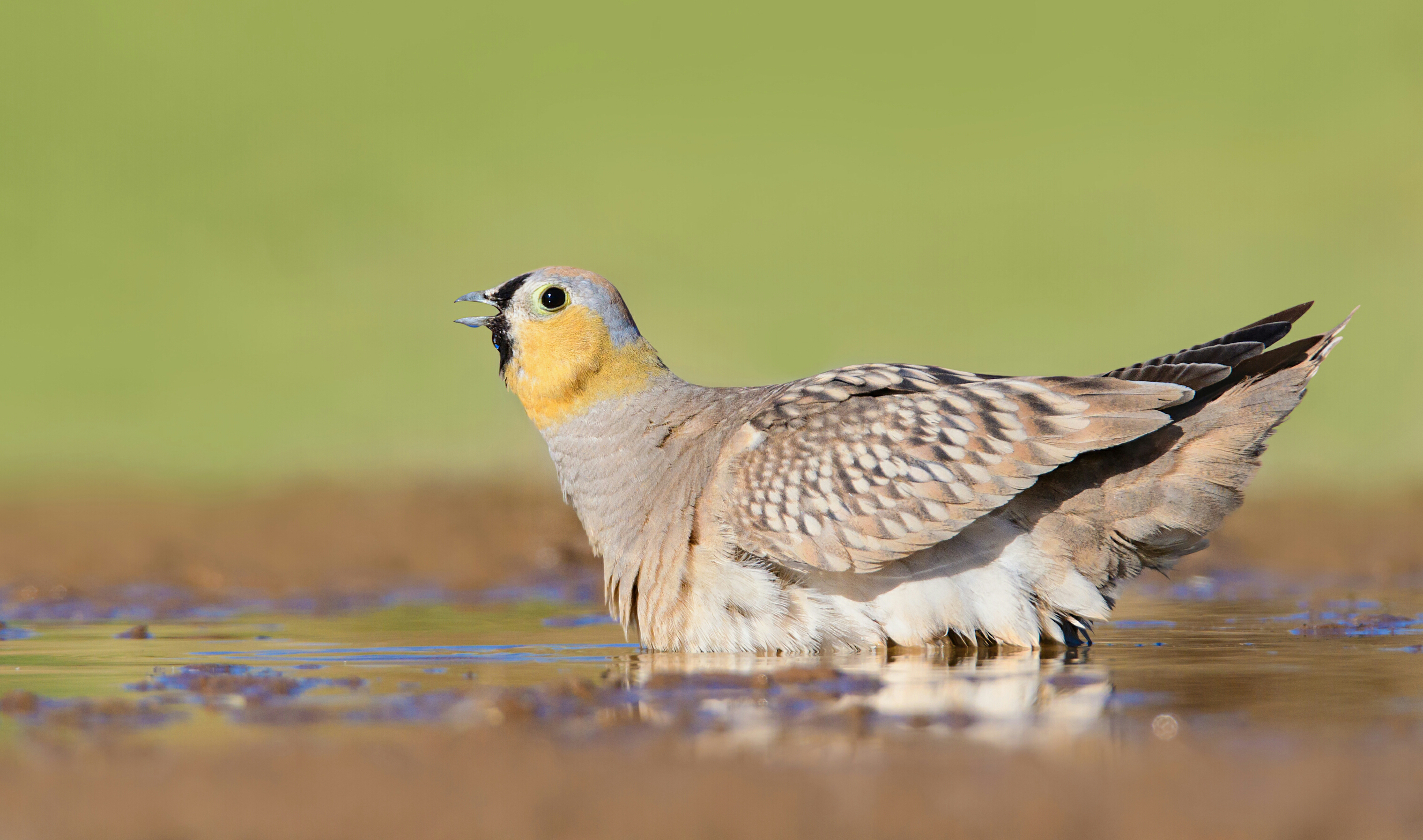
باقرقره گندمی در پناهگاه حیات وحش شیراحمد